# Ladislav Nádaši-Jégé
Ladislav Nádaši-Jégé (Ladislav Ľudovít Jozef Nádaši) (ur. 12 lutego 1866 w Dolnym Kubinie; zm. 2 lipca 1940 tamże) – słowacki lekarz i powieściopisarz.
Pochodził z rodziny inteligenckiej, ojciec pracował jako adwokat. Po zakończeniu studiów na wydziale lekarskim w Pradze, przez całe życie pracował jako lekarz w Dolnym Kubinie. Pełnił też funkcję redaktora naczelnego gazety Nasza Orawa. Działalność literacką rozpoczął już w czasie studiów, pisząc m.in. felietony i nowele. Później pisał głównie powieści o tematyce historycznej, czego przykładem jest powieść Adam Šangala, na podstawie której powstał w latach 70. XX wieku miniserial, pod tym samym tytułem. Wpływ na jego twórczość miał Émile Zola. Publikując, używał pseudonimów:  dr Ján Grob, Jégé i innych. Ladislav Nádaši-Jégé zmarł na atak serca 2 lipca 1940 roku po długiej chorobie. 

## Twórczość
- 1897 – Zemsta,
- 1889 – Zalety życia społecznego
- 1922 – Legenda Wieniawskiego
- 1923 – Adam Šangala (powieść)
- 1925 – Krpčeky św. Floriana (dramat)
- 1925 – Mia (dramat) i Kurucowie (nowela)
- 1926 – Mistrz rycerz Donč
- 1926 – Horymír (nowela)
- 1928 – Świętopełk (powieść)
- 1930 – Podróż przez życie (autobiografia)
- 1931 – Włochy (zbiór opowiadań)
- 1931 – Młyn Koziński
- 1932 – Alina Orságová (powieść)
- 1934 - Między nimi (zbiór opowiadań)
- 1937 – Z duchem czasu (powieść)